# Душейн (Юта)
Душейн (англ. Duchesne) — місто (англ. city) в США, в окрузі Дюшен штату Юта. Населення — 1588 осіб (2020).

## Географія
Душейн розташований за координатами 40°10′27″ пн. ш. 110°23′41″ зх. д. / 40.17417° пн. ш. 110.39472° зх. д. (40.174172, -110.394838).  За даними Бюро перепису населення США в 2010 році місто мало площу 6,54 км², уся площа — суходіл. В 2017 році площа становила 7,26 км², уся площа — суходіл.

### Клімат
Місто знаходиться у зоні, котра характеризується кліматом тропічних степів. Найтепліший місяць — липень із середньою температурою 23.7 °C (74.6 °F). Найхолодніший місяць — січень, із середньою температурою -1.7 °С (28.9 °F).
| Клімат Душейна          | Клімат Душейна | Клімат Душейна | Клімат Душейна | Клімат Душейна | Клімат Душейна | Клімат Душейна | Клімат Душейна | Клімат Душейна | Клімат Душейна | Клімат Душейна | Клімат Душейна | Клімат Душейна | Клімат Душейна |
| Показник                | Січ.           | Лют.           | Бер.           | Квіт.          | Трав.          | Черв.          | Лип.           | Серп.          | Вер.           | Жовт.          | Лист.          | Груд.          | Рік            |
| Абсолютний максимум, °C | 8              | 14             | 17,3           | 23,7           | 26,1           | 33,3           | 35,8           | 34,2           | 30,6           | 25             | 17,5           | 9,2            | 35,8           |
| Середній максимум, °C   | 4,6            | 7,8            | 13,1           | 17,9           | 23,1           | 29,6           | 33,4           | 32,4           | 27,3           | 19,9           | 10,9           | 4,9            | 18,7           |
| Середня температура, °C | −1,7           | 1              | 5,6            | 9,6            | 14,4           | 19,8           | 23,7           | 22,9           | 18             | 11,4           | 4,1            | −1,3           | 10,6           |
| Середній мінімум, °C    | −8             | −5,8           | −1,9           | 1,3            | 5,6            | 10             | 13,9           | 13,3           | 8,7            | 2,8            | −2,7           | −7,6           | 2,4            |
| Абсолютний мінімум, °C  | −13,2          | −10,7          | −5,5           | −2,1           | 2,1            | 7              | 11,7           | 10,5           | 5,6            | 0,3            | −6,5           | −12,2          | −13,2          |
| Норма опадів, мм        | 35             | 35             | 45             | 40             | 40             | 21             | 22             | 25             | 30             | 39             | 36             | 29             | 395            |
| Днів з опадами          | 4              | 3              | 6              | 7              | 8              | 6              | 8              | 9              | 6              | 6              | 4              | 5              | 72             |
| ----------------------- | -------------- | -------------- | -------------- | -------------- | -------------- | -------------- | -------------- | -------------- | -------------- | -------------- | -------------- | -------------- | -------------- |
| Джерело: Weatherbase    |                |                |                |                |                |                |                |                |                |                |                |                |                |

## Демографія
Згідно з переписом 2010 року, у місті мешкало 1690 осіб у 505 домогосподарствах у складі 397 родин. Густота населення становила 258 осіб/км².  Було 582 помешкання (89/км²).
Расовий склад населення:
| - 94,3 % — білих - 1,2 % — корінних американців - 0,4 % — чорних або афроамериканців - 0,2 % — вихідців з тихоокеанських островів - 0,2 % — азіатів - 2,4 % — осіб інших рас |

До двох чи більше рас належало 1,2 %. Частка іспаномовних становила 4,4 % від усіх жителів.
За віковим діапазоном населення розподілялося таким чином: 32,1 % — особи молодші 18 років, 56,8 % — особи у віці 18—64 років, 11,1 % — особи у віці 65 років та старші. Медіана віку мешканця становила 30,4 року. На 100 осіб жіночої статі у місті припадало 117,5 чоловіків;  на 100 жінок у віці від 18 років та старших — 117,0 чоловіків також старших 18 років.
Середній дохід на одне домашнє господарство  становив 60 364 долари США (медіана — 50 096), а середній дохід на одну сім'ю — 67 147 доларів (медіана — 61 000). Медіана доходів становила 50 938 доларів для чоловіків та 30 208 доларів для жінок. За межею бідності перебувало 12,2 % осіб, у тому числі 12,3 % дітей у віці до 18 років та 13,2 % осіб у віці 65 років та старших.
Цивільне працевлаштоване населення становило 832 особи. Основні галузі зайнятості: освіта, охорона здоров'я та соціальна допомога — 19,5 %, сільське господарство, лісництво, риболовля — 16,0 %, публічна адміністрація — 9,6 %, роздрібна торгівля — 9,1 %.